# 낭성산성
낭성산성은 충청북도 청주시 상당구 미원면 성대리에 있다. 2015년 4월 17일 청주시의 향토유적 제4호로 지정되었다.

## 개요
삼국시대 신라의 북진 교통로를 지키기 위해 쌓은 산성이다.

## 같이 보기
- 낭성